# Виршець
Вирше́ць (болг. Вършец) — місто в Монтанській області Болгарії. Адміністративний центр общини Виршець.

## Населення
За даними перепису населення 2011 року у місті проживали 6270 осіб.
Національний склад населення міста:
| Національність   | Кількість осіб | Відсоток |
| ---------------- | -------------- | -------- |
| болгари          | 4540           | 77,2%    |
| цигани           | 1294           | 22,0%    |
| турки            | 4              | 0,1%     |
| інша             | 16             | 0,3%     |
| не визначились   | 25             | 0,4%     |
| Всього відповіли | 5879           |          |

Розподіл населення за віком у 2011 році:
Динаміка населення: